# Кент (Айова)
Кент (англ. Kent) — переписна місцевість (CDP) в США, в окрузі Юніон штату Айова. Населення — 37 осіб (2020).

## Географія
Кент розташований за координатами 40°57′13″ пн. ш. 94°27′40″ зх. д. / 40.95361° пн. ш. 94.46111° зх. д. (40.953632, -94.461127).  За даними Бюро перепису населення США в 2010 році переписна місцевість мала площу 1,27 км², уся площа — суходіл.

## Демографія
Згідно з переписом 2010 року, у переписній місцевості мешкала 61 особа в 21 домогосподарстві у складі 15 родин. Густота населення становила 48 осіб/км².  Було 27 помешкань (21/км²).
Расовий склад населення:
| - 100,0 % — білих |

До двох чи більше рас належало 0,0 %. Частка іспаномовних становила 0,0 % від усіх жителів.
За віковим діапазоном населення розподілялося таким чином: 27,9 % — особи молодші 18 років, 57,3 % — особи у віці 18—64 років, 14,8 % — особи у віці 65 років та старші. Медіана віку мешканця становила 33,5 року. На 100 осіб жіночої статі у переписній місцевості припадало 84,8 чоловіків;  на 100 жінок у віці від 18 років та старших — 100,0 чоловіків також старших 18 років.
За межею бідності перебувало 15,4 % осіб, у тому числі 0,0 % дітей у віці до 18 років та 57,1 % осіб у віці 65 років та старших.
Цивільне працевлаштоване населення становило 16 осіб. Основні галузі зайнятості: транспорт — 50,0 %, фінанси, страхування та нерухомість — 50,0 %.